# ピエール・エチュバステール
ピエール・エチュバステール（Pierre Etchebaster, 1893年12月8日 - 1980年3月24日）はフランスのテニス選手。1928年、ジュ・ド・ポーム（リアルテニス）の世界選手権に初優勝し、以降、1954年に競技を引退するまで26年にわたってそのタイトルを保持した。リアルテニス界における「20世紀で最も有名なプレーヤー」とされる。1978年、国際テニス殿堂入りした。

## 生涯
フランス、バスク地方のサン＝ジャン＝ド＝リュズに生まれる。バスクの伝統スポーツであるペロータ・バスカの経験者で、もともとマノのプレーヤーであったが、第一次世界大戦の兵役から帰還してのち、マノに加えてパラ、システラの3種目でそれぞれフランス国内チャンピオンとなった。
1922年、フランスのテニス国内王者でパリのジュ・ド・ポームクラブの代表だったジャック・ウォルトは、ペロータに秀でたバスク人ならばジュ・ド・ポームに向くと考え、エチュバステールにトライアウトを受けさせた。このわずか10分ほどのトライアウトによってエチュバステールのテニス転向が決まり、「朝に野球のバットを手にした人物が午後にはヤンキースでプレーするようなもの」とされた。
ウォルトの読みどおり、エチュバステールはジュ・ド・ポームの世界で頭角を現す。1927年に世界チャンピオンに初挑戦、翌1928年にはロンドンのプリンシーズコートで行われた世界選手権で初優勝し、そのタイトルを獲得した。
さらにエチュバステールは、1930年（対ウォルター・キンセラ戦）、1937年（対オグデン・フィップス戦）、1948年（対フィップス戦および対ジェイムズ・ディール戦）、1949年（対フィップス戦）、1950年（対アラステア・マーティン戦）、1952年（対マーティン戦）の計7回にわたってタイトルを防衛した。この世界選手権8連覇の記録は、2008年にオーストラリアのロブ・フェイ（Robert Fahey）が9連覇するまで破られなかった。
1930年、ニューヨークのラケット・アンド・テニス・クラブに拠点を移し、1955年に引退するまで同クラブでプロフェッショナルを務めた。引退の年にレジオンドヌール勲章を受章している。著作にPierre's Book: The Game of Court Tennis（1971年）がある。トレードマークは青いベレー帽だった。1978年、国際テニス殿堂入り、1980年、故郷のサン＝ジャン＝ド＝リュズで没した。
アメリカの詩人マリアン・ムーア（Marianne Moore）は「様式（Style）」（1956年）という詩の中で、フィギュアスケーターのディック・バトンとともにエチュバステールを題材にとりあげている。

## 註
1. ↑  International Real Tennis Professional Association. “A History of the World Championship at Real Tennis” (英語). 2009年6月10日閲覧。
2. ↑  トリンケットと呼ばれる屋内コートにおいて素手で行うペロータの一種。
3. ↑  木製のラケット状の道具を用いるペロータ。
4. ↑  籠状の道具を用いるペロータ。バイヨンヌのバスク博物館にはエチュバステールが使っていたジュ・ド・ポームのラケットやボールとともにペロータのシステラもある。cf. Musée Basque et de l'histoire de Bayonne. “Les collections du Musée Basque et de l'histoire de Bayonne – Baionako Euskal Museoa” (フランス語). 2009年6月16日閲覧。
5. ↑  パリ・オートクチュールの父と呼ばれるシャルル・ウォルトの一族に生まれた人物で、妻はカルティエ創業者一族の出身。
6. ↑  Carmelo Urza (1993年). “The Singular Case of Pierre Etchebaster and Court Tennis” (英語). Basque Studies Program Newsletter, Issue 48.   Center for Basque Studies, University of Nevada, Reno. 2009年6月16日閲覧。
7. ↑  International Tennis Hall of Fame. “Pierre Etchebaster” (英語). 2009年6月16日閲覧。
8. ↑  Department of Rare Books and Special Collections (2007年12月17日). “The Survival of Court Tennis as an International Sport” (英語). Tennis: an  exhibition celebrating the William D. Haggard III Tennis Collection.   University of South Carolina Libraries. 2009年6月10日閲覧。
9. ↑  森田孟「機会詩人の画家と幻想――マリアン・ムーアの世界」『文藝言語研究. 文藝篇』筑波大学文藝・言語学系、1994年3月25日